# Myzomela cineracea
Myzomela cineracea là một loài chim trong họ Meliphagidae.